# Port lotniczy Yambio
Port lotniczy Yambio (ICAO: HSYA) – port lotniczy położony w Yambio, w Sudanie Południowym, stan Ekwatoria Zachodnia.